# Molnaszecsőd
Molnaszecsőd is een plaats (község) en gemeente in het Hongaarse comitaat Vas. Molnaszecsőd telt 415 inwoners (2001).